# Théâtre des Variétés
Théâtre des Variétés je divadelní sál v Paříži na bulváru Montmartre ve 2. obvodu, kde se konala varieté. Divadlo bylo otevřeno v roce 1807 a je jedním z nejstarších pařížských divadel, která jsou stále v provozu. Od roku 1974 jsou jeho fasáda, vestibul a sál chráněny jako historická památka.

## Historie
Marguerite Brunetová (zvaná Mademoiselle Montansier) již jako majitelka divadla ve Versailles otevřeného v roce 1777 se za Francouzské revoluce v roce 1790 usadila v Paříži a získala Théâtre Beaujolais pod arkádami Palais-Royal, které přejmenovala na Variété-Montansier, poté jednoduše na Variété. Za konzulátu byla v roce 1803 uvězněna kvůli dluhům, předtím než bylo nařízeno vyklizení jejího souboru, jehož úspěch zastínil sousední Théâtre-Français.
Montansier přijatá Napoleonem získala ve věku 77 let jeho pomoc a ochranu. V čele Société des Cinq nechala postavit nový sál na velkých bulvárech, v pozůstatcích zahrad bývalého paláce Montmorency-Luxembourg, poblíž Passage des Panoramas. Divadlo, které navrhli architekti Jacques Cellerier a Jean-Antoine Alavoine, bylo slavnostně otevřeno 24. června 1807.
Právě v Théâtre des Variétés se 20. června 1907 konalo první promítání filmu L'Enfant prodigue Michela Carré, považovaného za první celovečerní film (90 minut) vyrobený v Evropě.
V roce 2010 se 50 pařížských soukromých divadel sdružených v rámci Asociace na podporu soukromého divadla (ASTP) a Národní unie režisérů a provozovatelů soukromých divadel (SNDTP), jejímž je Théâtre des Variétés členem, rozhodlo spojit své síly pod společnou organizaci Théâtres parisiens associés (Sdružená pařížská divadla).